# Chiesino del Suffragio
La "chiesa del Santissimo Sacramento e del Preziosissimo Sangue" o "chiesino del Suffragio" è un luogo di culto cattolico di Firenze, situata poco oltre il confine ovest delle mura, in via Colletta.
L'oratorio si trova nella parrocchia del Sacro Cuore.

## Storia

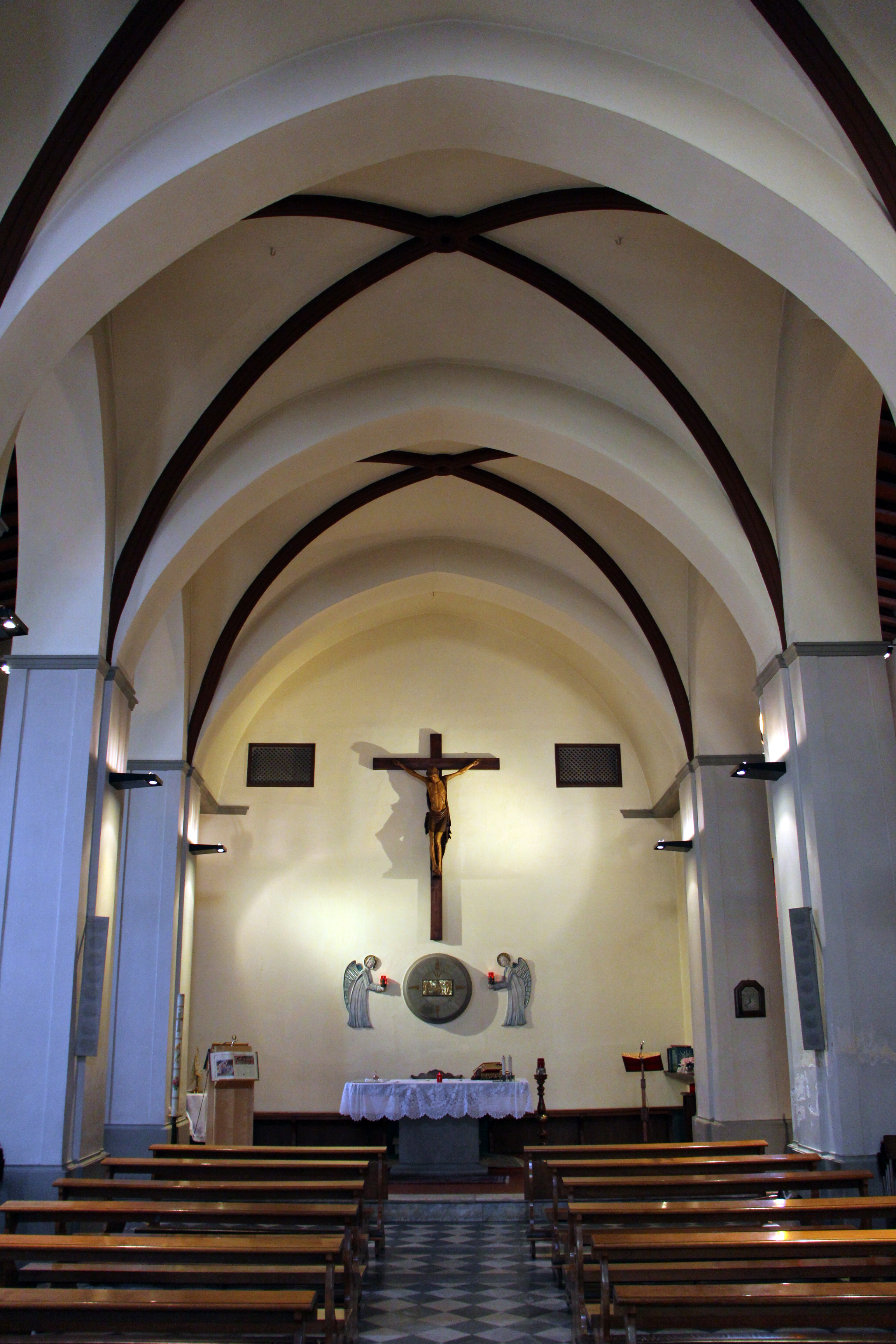
L'interno

Venne costruita nel 1898 dai Padri Missionari del Preziosissimo Sangue di San Gaspare del Bufalo che l'hanno officiata fino agli anni settanta del Novecento.
Inizialmente a navata unica, dopo la prima guerra mondiale fu ampliata a tre navate, a spese della famiglia Crespi. Nella lunetta sopra il portale è presente una terracotta raffigurante Gesù con due Apostoli. All'interno, un Crocifisso ligneo sull'altar maggiore, un tondo con la Madonna della Consolazione attribuito a Pier Matteo d'Amelia (fine Quattrocento), Sacro Cuore ligneo, Santa Rita da Cascia e Sant'Antonio da Padova (1950) di Umberto Bartoli, San Gaspare del Bufalo di M. Barberis.